# Френк Джервуд
Френк Джервуд (англ. Frank Jerwood, 29 листопада 1885 — 17 липня 1971) — британський академічний веслувальник.
Бронзовий призер Олімпійських Ігор 1908 року в складі вісімки.